# Pena de morte em San Marino
A pena de morte não é mais aplicada em São Marinho, a última execução foi realizada em 1468, por enforcamento.
San Marino é um dos únicos dois países do mundo que deixou de executar pessoas antes de 1800 (o outro é o Liechtenstein, onde a última execução ocorreu em 1785).
San Marino foi o primeiro país do mundo a abolir a pena de morte por crimes comuns, em 1848. Em 1865, tornou-se o segundo país do mundo (e o primeiro da Europa) a abolir a pena de morte para todos os crimes, após a Venezuela em 1863. É um dos únicos três países que aboliu a pena de morte para todos os crimes antes de 1900 (o terceiro sendo a Costa Rica).
Em 1989, ratificou formalmente o Protocolo 6 da Convenção Europeia dos Direitos Humanos, que exige a abolição total da pena de morte em tempos de paz.